# Job 39
Job 39 es el capítulo trigesimonoveno de capítulo del Libro de Job en la Biblia hebrea o el Antiguo Testamento del Cristianismo . El libro es anónimo; la mayoría de los estudiosos creen que fue escrito alrededor del siglo VI a. C. Este capítulo recoge el discurso de Dios a Job, que pertenece a la sección «Veredictos» del libro, que comprende Job 32:1–Job 42:6.

## Texto
El texto original está escrito en lengua hebrea. Este capítulo se divide en 30 versículos.

### Testimonios textuales
Algunos manuscritos antiguos que contienen el texto de este capítulo en hebreo pertenecen al Texto masorético, que incluye el Códice de Alepo (siglo X) y el Codex Leningradensis (1008). Se encontraron fragmentos que contienen partes de este capítulo en hebreo entre los Rollos del Mar Muerto, incluyendo 4Q100 (4QJobb; 50–1 a. C.) con los versículos 15–17 conservados.

## Análisis
La estructura del libro es la siguiente:
- El prólogo (capítulos 1-2)
- El diálogo (capítulos 3-31)
- Los veredictos (32:1-42:6)
- El epílogo (42:7-17)

Dentro de la estructura, el capítulo 39 se agrupa en la sección Veredicto con el siguiente esquema:
- El veredicto de Eliú (32:1–37:24)
- La aparición de Dios (discursos de Yahvé) y las respuestas de Job (38:1–42:6)
  - Primera intervención de Dios (38:1–40:2)
    - Versículo temático y convocatoria (38:1–3)
    - El mundo físico (38:4–38)
    - La Tierra física (38:4–7)
    - El mar (38:8–11)
    - La mañana (38:12–15)
    - Los límites exteriores de la tierra (38:16–18)
    - La luz y las tinieblas (38:19–21)
    - Las aguas: nieve, granizo, lluvia, escarcha, hielo (38:22–30)
    - Los cuerpos celestes (38:31–33)
    - Las tormentas (38:34–38)

  - El mundo animal (38:39–40:2)
    - Dios provee para los leones y los cuervos (38:39–41)
    - Las cabras montesas (39:1-4)
    - El asno salvaje (39:5-8)
    - El buey salvaje (39:9-12)
    - El avestruz (39:13-18)
    - El caballo de guerra (39:19-25)
      - El halcón y el águila (39:26–30)

    - Breve desafío para responder (40:1–2)

  - Primera respuesta de Job: una respuesta insuficiente (40:3–5)
  - Segundo discurso de Dios (40:6–41:34)
  - Segunda respuesta de Job (42:1–6)

Los discursos de Dios en los capítulos 38–41 pueden dividirse en dos partes, ambas comenzando con frases casi idénticas y con una estructura similar:
| Primer discurso                                                                                              | Segundo discurso |
| --- | --- |
| A. Fórmula introductoria (38:1)                                                                              | A1. Fórmula introductoria (40:6) |
| B. Desafío temático (38:2–3) i. Tema A (versículo clave – versículo 2) ii. Convocatoria (versículo 3)        | B1. Desafío temático (40:7–14) i. Convocatoria (versículo 7) ii. Tema B (versículo clave – versículo 8) iii. Ampliación del desafío (versículos 9–14) |
| C, Particularización del tema i. En el mundo físico (38:4–38) ii. En los reinos animal y aviar (38:39–39:30) | C1, Particularización del tema i. Con Behemoth (40:15–24) ii. Con Leviatán (41:1–34)                                                                  |
| D. Breve desafío a responder (40:1–2)                                                                        | |

La revelación del Señor a Job es la culminación del libro de Job, en la que el Señor le habla directamente y le muestra su poder soberano y su gloria. Job ha vivido el sufrimiento sin maldecir a Dios, manteniendo su integridad y sin arrepentirse en ningún momento, pero desconocía la verdadera razón de su sufrimiento, por lo que Dios interviene para resolver las cuestiones espirituales que han surgido. Job no fue castigado por el pecado y su sufrimiento no lo había separado de Dios; ahora Job ve el final, el punto en el que no puede tener el conocimiento para hacer las evaluaciones que hizo, por lo que es más sabio inclinarse en sumisión y adoración a Dios que tratar de juzgarlo.
El capítulo 39 completa el estudio de los animales que comenzó en Job 38:39 (alimentación de los leones y los cuervos) con los hábitos e instintos de la «cabra montés», el «asno salvaje» y el «buey salvaje» (versículos 1-12); luego una transición a las aves más notables, el avestruz (versículos 13-18), seguido del caballo en un pasaje de extraordinario fuego y brillantez (versículos 19-25), cerrado por la descripción de aves notables, el halcón y el águila (versículos 26-30).

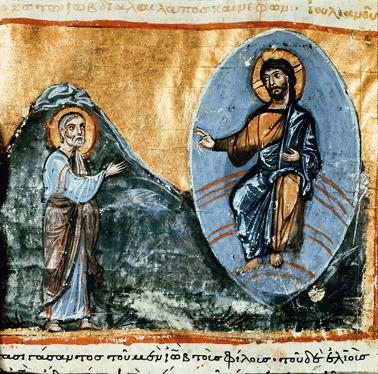
«Dios habla a Job», de: Libro de Job en manuscritos bizantinos iluminados con ilustraciones cíclicas (1200 d. C.). Monasterio de Megisti Lavra, Monte Athos.

### Versículo 1
[YHWH dijo:] «¿Sabes cuándo paren las cabras montesas?
¿Observas el parto de las ciervas?»
- «Cabras montesas»: o «cabras salvajes»; identificadas con la cabra montés nubia (Capra nubiana o Capra sinaitica[16][17][19]
- «Does»: o «hinds» (ciervas); en paralelo a la primera afirmación, aquí puede referirse a «las hembras de la especie de íbice».[16]

El íbice solo se puede observar desde la distancia en la zona de En Gedi, en Israel, ya que estos animales se resisten a la domesticación por parte del ser humano, pero logran sobrevivir gracias al instinto que les ha dado Dios.

### Versículo 9
[YHWH dijo:] «¿Acaso el buey salvaje estará dispuesto a servirte
o a pasar la noche junto a tu pesebre?»
- «Buey salvaje»: generalmente identificado con el uro (Bos primigenius),[16] especie de ganado ahora extinta (considerada el antepasado salvaje del ganado doméstico moderno), uno de los herbívoros más grandes del Holoceno.[22] La última manada de auroques conocida en el mundo, que vivía en un bosque pantanoso del bosque polaco de Jaktorów, murió en 1627 por causas naturales.[23]

Las representaciones artísticas del uro se remontan al Paleolítico (como las pinturas rupestres de Lascaux), y también aparecen en pinturas, relieves y literatura egipcios, ugaríticos y mesopotámicos (incluidas escenas de caza).

## Comentarios

### De la Iglesia católica

#### De 38.39 al 39.30
En pasajes anteriores se había subrayado que los elementos naturales y los fenómenos atmosféricos no están al servicio exclusivo del ser humano ni para beneficiarlo ni para castigarlo, sino que forman parte del conjunto armónico de la creación. Del mismo modo, los animales salvajes descritos con sus hábitos propios viven al margen del hombre, sin depender de él para alimentarse o reproducirse. Algunos son depredadores que incluso pueden atacarlo —como el león, los cuervos o las aves rapaces— (38,39-41; 39,26-30); otros, como los ciervos, el onagro o el toro salvaje, sirven de contraste frente al asno y al buey sometidos a la domesticación (39,1-12); y otros, como el avestruz (39,13-18) o el caballo (39,19-25), pueden suscitar desprecio o admiración, pero sus cualidades y defectos no proceden de la intervención humana.
La descripción del caballo de guerra (39,19-25) destaca, dentro de su belleza literaria, la fortaleza y la armonía de su figura (v. 19), la audacia y valentía de sus acciones (vv. 20-23) y la rapidez y firmeza de sus movimientos (vv. 24-25). Job debe reconocer que no ha contribuido a dotar al animal de estas cualidades, ni es capaz de desarrollarlas o controlarlas. Fray Luis de León recoge en su comentario una imagen del caballo de guerra tomada de las Geórgicas de Virgilio, por su notable similitud con la descripción del libro de Job.